# Metalimnobia humfreyi
Metalimnobia humfreyi är en tvåvingeart som först beskrevs av Alexander 1920.  Metalimnobia humfreyi ingår i släktet Metalimnobia och familjen småharkrankar.
Artens utbredningsområde är Nigeria. Inga underarter finns listade i Catalogue of Life.